# San Mauro la Bruca
San Mauro la Bruca là một đô thị (comune) thuộc tỉnh Salerno trong vùng Campania của Ý. San Mauro la Bruca có diện tích 18 km2, dân số là 789 người.